# Henricia aucklandiae
Henricia aucklandiae är en sjöstjärneart som beskrevs av Ole Theodor Jensen Mortensen 1925. Henricia aucklandiae ingår i släktet Henricia och familjen krullsjöstjärnor. Inga underarter finns listade i Catalogue of Life.